# Пуй (аул)
Пуй (ингуш. Пхьуй, Пхьув) — древний аул в Ингушетии. Расположен в Джейрахском районе. Ныне покинутое селение, административно входит в сельское поселение Гули.
На территории аула имеется архитектурный комплекс «Пуй», представленный множеством исторических объектов: 2 боевые башни, 8 жилых башен. В настоящее время данные объекты ингушской архитектуры и вся территория поселения входят в Джейрахско-Ассинский государственный историко-архитектурный и природный музей-заповедник и находятся под охраной государства.
В ауле Пуй находится самая высокая в Ингушетии и на Северном Кавказе боевая башня — Пуйская боевая башня высотой 35 метров.

## География
Пуй лежит к востоку от реки Ассы вдоль устья реки Гулойхи. Высота над уровнем моря: 1520 м.

## История
Пуй — родовое село тейпа Пхьугӏой (Пхьуввой) и входил в Хамхинский шахар.

## Галерея

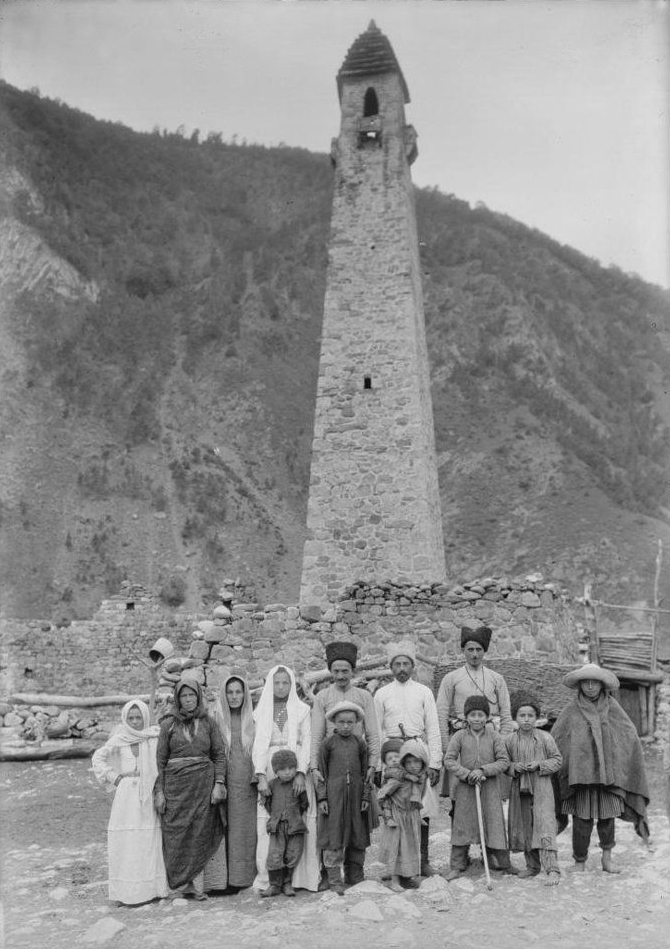
Жители с. Пуй. Конец XIX века.